# 喜丧
《喜丧》是任军（大兵）与杨其峙（奇志）最早于1997年合作表演的一部相声作品，以“大兵”的湖南话（央视播出版为湖南普通话）和“奇志”的普通话为演出风格，是湘派相声的代表作之一。

## 剧情简介
村东头（奇志的妹妹）举办婚礼，而村西头（大兵的奶奶）也在同一天举行葬礼，由于两者之间的强烈对比性（前者为喜，后者为丧），引起了同村的奇志和大兵两人与对方之间的不满，进而互相攀比，并发生了许多啼笑皆非的有趣事情。最终以“大兵”的奶奶被大操大办的人群折腾到复活为结局。